# 915년

## 연호
- 후량(後梁) 건화(乾化) 5년 / 정명(貞明) 원년
- 후백제(後百濟) 정개(政開) 16년
- 태봉(泰封) 정개(政開) 2년
- 일본(日本) 엔기(延喜) 15년
- 전촉(前蜀) 영평(永平) 5년

## 기년
- 후량(後梁) 말제(末帝) 3년
- 요(遼) 태조(太祖) 9년
- 신라(新羅) 신덕왕(神德王) 4년
- 후백제(後百濟) 견훤(甄萱) 정개 24년
- 태봉(泰封) 궁예(弓裔) 21년
- 발해(渤海) 대인선(大諲譔) 10년

## 사망
- 태봉(泰封)의 왕비(王妃)  강비(康妃)
- 태봉(泰封)의 태자(太子) 김청광(金淸光)
- 태봉(泰封)의 태자(太子) 김신광(金神光)